# Peter Kafka (Astrophysiker)
Peter Kafka (* 29. Juni 1933 in Berlin; † 23. Dezember 2000 in Unterföhring bei München) war ein deutscher Astrophysiker, der später vor allem als Technologie-Kritiker bekannt war.

## Leben
Kafka studierte von 1952 bis 1957 Physik in Erlangen und Berlin. Nach einer Unterbrechung des Studiums bis 1962 erwarb er 1965 das Diplom (in Astrophysik) bei Arnulf Schlüter in München und war danach ein Jahr Assistent an der Universität. Er war von 1965 bis 1998 wissenschaftlicher Mitarbeiter im Max-Planck-Institut für Physik und Astrophysik in München, später Garching.
Kafka befasste sich in den 1970er Jahren in der Abteilung von Heinz Billing mit Gravitationswellenexperimenten – unter anderem war er einer derjenigen, die vergeblich (mit Suche nach Koinzidenzen in Detektoren in München und Frascati) die Experimente von Joseph Weber reproduzieren wollten und dessen Ergebnisse so in Zweifel zogen.
Neben der wissenschaftlichen Arbeit in Kosmologie und relativistischer Astrophysik (z. B. Quasare) arbeitete Kafka seit den 60er Jahren publizistisch über das Wesen des Fortschritts. Er warnte vor einer „globalen Beschleunigungskrise“, die im Schöpfungsprinzip der Evolution angelegt sei und in unserer Zeit durch den beschleunigten und gleichzeitig globalisierten Fortschritt der menschlichen Zivilisation verwirklicht würde.
Im Hinblick auf seine ausgedehnte Vortragstätigkeit zu diesem Thema nannte sich Peter Kafka selbstironisch einen „Wanderprediger“. Er war jedoch kein kulturpessimistischer „Untergangsprediger“. Er betonte, dass crisis nicht „Untergang“ bedeute, sondern „Entscheidung“, und dass die entscheidende Neuorientierung im Bewusstsein einer genügend großen Zahl von Menschen, die bisher nur eine Utopie sein konnte, auf dem Höhepunkt der Krise wahrscheinlich würde.
Im Jahr 2000, kurz vor seinem Tod, wurde Kafka mit der Medaille München leuchtet ausgezeichnet.

## Fortschrittskritik
Kafka diagnostizierte eine zunehmende Destabilisierung des lebensfreundlichen Ökosystems der Erde durch die Veränderungen, die der globalisiert-beschleunigte Fortschritt der menschlichen Kultur mit sich bringt. Zur Erklärung unterzog er die Evolution auf Erden – das „Schöpfungsprinzip“ – und die Auswirkungen des kulturellen Fortschritts einer systemtheoretischen Betrachtungsweise. Er identifizierte zwei Stabilitätskriterien für einen „aufwärts“ führenden Fortschritt, die er unter den Schlagwörtern „Vielfalt und Gemächlichkeit“ zusammenfasste. Würden diese Stabilitätskriterien durch den immer weiter beschleunigten Fortschritt einer global immer einheitlicheren Zivilisation verletzt, führe der Fortschritt nicht mehr zu „höherer“ Komplexität, sondern taumle „abwärts“ in ein immer komplizierteres Chaos. In diesem kritischen Stadium der irdischen Evolution sei die Menschheit jetzt angelangt.

### Schöpfungsprinzip
Die Wirklichkeit auf Erden ist ein komplexes dynamisches System, das sich selbst organisiert. Die Geschichte dieses Systems ist nicht vorherbestimmt. Da die Erde kein energetisch abgeschlossenes System ist, in dem die Entropie nur zunehmen kann, sondern ein offenes System mit einem ständigen, in historischen Zeiträumen praktisch nicht abnehmenden Zufluss an Freier Energie (aus der Sonne) und unverstopfbaren Abflüssen für die erzeugte Entropie (in den dunklen Nachthimmel), war der beobachtete Aufstieg zu immer höherer Komplexität und Ordnung von vornherein wahrscheinlich, weil sehr lange mit vielen unabhängigen Versuchen nach attraktiven Gestalten (Attraktoren) getastet werden konnte.
Einen wesentlichen systemtheoretischen Aspekt der Evolution beschreibt Kafka anhand des Bildes der „Schöpfungstage“: „Nach Eröffnung eines neuen Bereichs im Raum der Möglichkeiten muss lange ‚gezappelt‘ werden, bis alles ‚sehr gut‘ ist, nämlich ‚auf lebensfähige Weise zusammenpassend‘. Wenn dann ein ‚neuer Tag‘ anbricht, so werden die an früheren ‚Tagen‘ entwickelten, durch stärkere Wechselwirkungskräfte zusammengehaltenen Bausteine nicht wieder abgeschafft, sondern sie werden mit schwächeren Wechselwirkungskräften zu größeren, komplexeren Ordnungsstrukturen zusammengefügt“.

### Vielfalt und Gemächlichkeit
Die Vielfalt an bewährten Gestaltungs- oder Reaktionsmöglichkeiten ist Voraussetzung für die Fehlerfreundlichkeit des Systems und seine „Widerstandskraft“ (Resilienz) gegen Störungen. Eine Störung kann damit wahrscheinlich kompensiert werden oder sogar neue Möglichkeiten eröffnen. Die „Güte“ einer Neuerung erweist sich an ihrer zeitlichen Bewährung. Ein anderes Kriterium gibt es nicht.
Gemächlichkeit bedeutet: Zeit, um sich bewähren zu können. Ein System, das darauf angewiesen ist, sich selbst zu organisieren und zu regenerieren, braucht Zeit für Lern- und Bewährungsprozesse. Wenn ein komplexes dynamisches System sich so schnell verändert, dass immer mehr Neuerungen auf Unerprobtem aufbauen, dann erhöht sich die Fehlerquote mit jeder Neuerung exponentiell, und die Wahrscheinlichkeit, dass das System mit den zunehmenden Problemen fertigwird, geht schnell gegen null. Es gibt eine kritische Obergrenze für die Geschwindigkeit, mit der ein räumlich in sich geschlossenes System wie die Biosphäre sich global verändern kann, ohne in eine Instabilität zu geraten.

### Globale Beschleunigungskrise
In einem räumlich abgeschlossenen Bereich muss dieses erfolgreiche Schöpfungsprinzip in eine Krise führen, weil die Organisation im Großen und die höhere Innovationsgeschwindigkeit einen selektiven Vorteil haben – bis entsprechende kritische Grenzen erreicht sind. Dann lässt beschleunigte globale Innovation die Wirklichkeit im Raum der Möglichkeiten so schnell voranstürmen, dass sie wahrscheinlich keine bewährungsfähigen attraktiven Gestalten mehr findet.
Die räumliche kritische Grenze der Erde ist ihre „Globalität“; die kritische Grenze der Innovationsgeschwindigkeit ist durch die Zyklusdauer (Generationsdauer) der „führenden Gestalten“ selbst definiert (sie ist wahrscheinlich überschritten, wenn Heranwachsenden die Welt, die sie als Kind kennengelernt haben, schon als „überholt“ erscheint, bevor sie selbst Kinder haben). Mit den Prinzipien der biologischen Evolution war diese Grenze noch nicht erreichbar, wohl aber nach der Entwicklung des Großhirns und Entdeckung der wissenschaftlich-technischen Möglichkeiten. Erprobung und Bewährung werden durch die hohe Innovationsgeschwindigkeit unmöglich, der Wettlauf zwischen Problemlösung und Problemerzeugung wird instabil, das „Nicht-Zusammenpassen“ des Neuen und des Alten breitet sich immer schneller und weiter ins Hinterland der evolutionären Front aus. Nicht nur machtvolle gesellschaftliche Leitideen erweisen sich als nicht mehr fortsetzbar, sondern sogar der Strahlungshaushalt der Atmosphäre und die gesamte Biosphäre sind bedroht.

### Die Überwindung der globalen Beschleunigungskrise
Kafka sah diese bereits im Schöpfungsprinzip veranlagte und durch den Menschen verwirklichte globale Systemkrise als unvermeidlich an, aber als wahrscheinlich überwindbar. Die Überwindung läge in einer „verfassungsmäßigen Fesselung zu starker Wechselwirkungen“, also darin, dass die Macht des „Großen und Schnellen“ durch (demokratisch legitimierte) Leitplanken für Politik und Wirtschaft begrenzt würde und somit die logischen Voraussetzungen für einen „aufwärts“ führenden Fortschritt global gesichert blieben. Dazu gehörten konsequente Ökosteuern („Entropiesteuern“ und „Größenbegrenzungssteuern“) sowie die „Befreiung der Marktwirtschaft vom Kapitalismus“, um den ökonomischen Wachstumszwang und die Konkurrenz um Aneignung fremder Lebensgrundlagen beenden zu können. In Anlehnung an Silvio Gesell und Dieter Suhr schlug Kafka u. a. eine Reform des Geldsystems durch Umlaufsicherung und die gerechte Verteilung der leistungslosen Einkommen vor.

„Im Höhepunkt der globalen Beschleunigungskrise wird klar, dass die organisatorische Überwindung der Konkurrenz um Lebensgrundlagen auch im gewohnten Sinn rationeller wäre. Sie ist nicht mehr Traum oder religiöse Utopie. Fast alle, sogar die heutigen Repräsentanten der Macht, hätten mehr Vorteile als Nachteile davon. Es wären nicht etwa gewaltige Umstürze erforderlich. Relativ kleine regulierende Eingriffe an einigen Hebelpunkten, vor allem im Geld-, Eigentums- und Steuerrecht würden genügen, um die ganze Menschheit, ‚fast von allein‘, in einen menschenwürdigeren Zustand kippen zu lassen. Es muss nur zunächst die Zwangsvorstellung aus den Köpfen vertrieben werden, dass Machtkonkurrenz zwischen Menschen gewissermaßen naturgesetzlich unvermeidbar sei und sich daher auch nicht durch Zusammenarbeit behindern lasse. – Das Umkippen wird ähnlich geschehen, wie wir es von ‚Phasenübergängen‘ in sehr viel simpleren Systemen kennen: Bei der Annäherung an einen ‚kritischen Punkt‘ lassen lokale Gegebenheiten an irgendeiner Stelle zuerst deutlich werden, dass die bisher attraktiven Leitideen nicht mehr weiterführen. Es treten verstärkt Probleme auf, die zu heftigerem Gezappel führen. Beim damit verbundenen Abtasten benachbarter Möglichkeiten findet die Wirklichkeit in den Einzugsbereich einer weiterführenden Idee, deren innere Organisation das Zappeln so weit dämpft, dass sie nicht so leicht wieder verlassen wird. Die Stelle, an der dieser Übergang gelungen ist, wird dann zur Keimzelle, von der aus das gesamte System, das ja ebenfalls dem kritischen Punkt nahe ist, zum Umkippen in die neue lebensfähigere Gestalt angeregt wird. – Die Wirklichkeit, um die es nun geht – das Geschehen in 6 Milliarden Menschenhirnen – ist unvorstellbar komplex, und so können wir nicht ahnen, wo und wann der Selbstorganisationsprozess einsetzt, der durch die globale Beschleunigungskrise hindurchführt. Die Keimzelle wird sicherlich nicht in den weltweiten Verhandlungen zwischen Regierungsbeamten und ‚global players‘ entstehen, denn dort klammert man sich weiter an die zusammenbrechenden Ideen.“

### Zwei Ideologien
Angesichts der globalen Krise sieht Kafka den "Bürger" in der Verantwortung zu "entscheiden" welche Ideologie ihr Leben bestimmen soll.
Diese beiden Ideologien fasst er im Nachwort zu dem Buch "Streitbriefe über Kernenergie" wie folgt zusammen:

„Herr Maier-Leibnitz hängt, wenn auch durch Erfahrung leicht verunsichert, der ‚Ideologie des großtechnischen Optimismus‘ an, die ich so zusammenfassen möchte:
Die Menschheit steht vor gewaltigen Problemen. Mögen diese auch größtenteils erst durch menschliches Handeln entstanden sein – der Mensch läßt sich leider nicht ändern, und deshalb liegt der einzige Ausweg in weiterem, ja beschleunigtem und besser gezieltem, rationalem Handeln von Sachverständigen und verantwortlichen Regierungen. Beschleunigte und zielgerichtete Planung sind aber am besten in Großforschung und Großtechnik gewährleistet.
Demgegenüber vertrete ich eine vorsichtigere Ideologie, die heute kurz „grün“ genannt wird:
Das System von Leben und menschlicher Gesellschaft ist so komplex, daß jedes auf vordergründige Ziele gerichtete, zentral gesteuerte Handeln fast mit Sicherheit zerstörerisch ist. Aus eben solchem Handeln stammen ja auch all die gewaltigen Probleme. Der einzige Ausweg liegt daher im Wachsen angepaßter Technik und dezentraler gesellschaftlicher Institutionen, die militärische und technokratische Einfalt und Raserei beschränken und statt dessen Vielfalt und Gemächlichkeit, die Bedingungen weiterer Evolution, begünstigen.
Offensichtlich muß eine der beiden Ideologien mehr Wahrheitsgehalt haben als die andere, aber welche nun die künftige Entwicklung bestimmen wird, hängt von Ihnen, den Bürgern, ab. Sie müssen fähig werden, aus Einsicht zu entscheiden; sonst entscheiden „naturgemäß“ die wirtschaftlichen Machthaber im eigenen Interesse.“

## Rezeption
„Herr Peter Kafka ist als herausragender Anreger und gedankenreicher Meinungsführer der Ökologiedebatte seit dem Ende der 60-er Jahre gut bekannt. In zahlreichen Tagungen der Münchner Volkshochschule und der Evangelischen Akademie Tutzing ist er aufgetreten und hat sein Publikum fasziniert. Jedes Mal ging sein Anliegen dabei über seine Fachdisziplin, die Astrophysik, weit hinaus. Ihn interessiert die Zukunft der Industriegesellschaft und das Überleben menschlicher Verhältnisse in den Zwängen einer globalisierten Wirtschaft. Peter Kafka stritt im Sinne des ‚Prinzips Verantwortung‘ von Hans Jonas für einen ressourcenschonenden Umgang mit deren natürlichen Schöpfung und hat in dieser pädagogischen Absicht erstaunliche Erfolge erzielt. Sein Lebenswerk, das nicht in dicken Lehrbüchern steht, sondern in unvergesslichen Zwischenrufen und sarkastischen Kommentaren, macht ihn zu einem höchst geeigneten Träger der Medaille ‚München leuchtet – Den Freunden Münchens‘“

„Eigentlich berühmt ist Peter Kafka (noch) nicht geworden; aber er gehört zu den Großen der einzig originellen Aufklärungsbewegung des 20. Jahrhunderts, die der Wiener Evolutionsbiologe Rupert Riedl etwas irreführend ‚Abklärung‘ genannt hat: der aus den Errungenschaften der Wissenschaft heraus möglich gewordenen Selbstkritik der (bisher) unreflektierten Fortschritts-Idee und ihrer dialektischen Weiterentwicklung.“

## Schriften
Bücher
- 1982: Streitbriefe über Kernenergie. Zwei Physiker über Wissenschaft, Fortschritt und die Folgen. Piper-Verlag, 1982.[6]
- 1987: Kernenergie, ja oder nein? Eine Auseinandersetzung zwischen zwei Physikern. Mit Heinz Maier-Leibnitz, Piper, München 1987, ISBN 3-492-10739-7.[7]
- 1989: Das Grundgesetz vom Aufstieg. Vielfalt, Gemächlichkeit, Selbstorganisation: Wege zum wirklichen Fortschritt. Hanser, München 1989, ISBN 3-446-15741-7.[8]
- 1994: Gegen den Untergang. Schöpfungsprinzip und globale Beschleunigungskrise. Carl-Hanser-Verlag, München 1994, ISBN 3-446-17834-1.[9]

Beiträge
- Zwei Dinge, in: Eckhard Slawik / Uwe Reichert: Atlas der Sternbilder, Heidelberg/Berlin 1998, ISBN 3-8274-0268-9
- Geld oder Leben? Zur Befreiung der Marktwirtschaft vom Kapitalismus, in: Müller/Müller (Hg.): Markt und Sinn. Dominiert der Markt unsere Werte? Ffm 1996, ISBN 3-593-35516-7.
- Gesetz und Chaos – Gibt es Leitlinien in der Beliebigkeit? in: Rainer Lindenmann, Hermann Glaser (Hg.), Von der Moderne der Renaissance – Was uns im 21. Jahrhundert erwartet, Cadolzburg 1996, ISBN 3-931043-23-1
- Hat die moderne Physik Weltbildfunktion? oder: Der unserem Bewußtseinsstand angemessene Schöpfungsmythos, in: K. Mainzer und W. Schirmacher (Hg): Quanten, Chaos und Dämonen – Erkenntnistheoretische Aspekte der modernen Physik, Mannheim 1994, ISBN 3411163011
- Omnis Scientia Ancilla Oecologiae oder das Ende der Unbehaustheit. Ansatz zu einem Recycling der Aufklärung. In: Was uns bewegt, Beltz 1991, ISBN 3-407-85100-6.
- Läßt sich Frieden organisieren?, in: Rudolf Steinmetz (Hg.): Das Erbe des Sokrates. Wissenschaftler im Dialog über die Befriedung der Welt, München 1986, ISBN 3-423-10577-1
- Vom Urknall zum Endknall. Eine Standpauke für Energiepolitiker, Tages-Anzeiger Magazin, Zürich, 14. Juli 1979, S. 8 ff.

Zur Astrophysik:
- How to count Quasars. Nature, Band 213, 1967, S. 346–350, Abstract
- Quasars. Naturwissenschaften, Band 55, 1968, S. 248–254
- Gravars. Nature, Band 226, 1970, S. 436–439, Abstract
- mit Lisa Schnupp: Final result of the Munich-Frascati gravitational wave experiment. Astron. & Astrophys., Band 70, 1978, S. 97–103
- Physics and astrophysics of gravitational waves. ESA, Space Science and Fundamental Physics, Proc. Summer School Alpbach 1987, 121–130
- Wie wichtig ist die Gravitationswellenastronomie? Teil 1,2, Naturwissenschaften, Bd. 73, 1986
- Gravitationswellen aus dem Kosmos? Physik in unserer Zeit, Bd. 1, 1970, S. 186
- Relativistische Astrophysik. Physikalische Blätter, Juni/August 1979, Teil 1, Teil 2